# Alberto Sainz
Pour les articles homonymes, voir Sainz.
Carlos Alberto Sainz, né le 13 décembre 1937 à Buenos Aires en Argentine, est un joueur de football international argentin, qui évoluait au poste de défenseur.

## Biographie

### Carrière en club
Avec le CA River Plate, il joue une finale de Copa Libertadores, perdue face au club uruguayen de Peñarol.

### Carrière en sélection
Avec l'équipe d'Argentine, il joue cinq matchs (pour aucun but inscrit) entre 1961 et 1966. 
Il figure dans le groupe des sélectionnés lors de la Coupe du monde de 1962. Lors du mondial organisé au Chili, il joue deux matchs : contre la Bulgarie puis contre la Hongrie.

## Palmarès
River Plate
- Copa Libertadores :
  - Finaliste : 1966.